# Los Alamos
Los Alamos (španělsky Los Álamos) je město ve Spojených státech amerických, ve státě Nové Mexiko a rozkládá se na rozhraní čtyř stolových hor náhorní plošiny Pajarito.  Je známé především jako jedno z hlavních míst vývoje a vzniku atomové bomby – hlavního cíle projektu Manhattan během druhé světové války (kódové označení Site Y). V roce 1943 zde proto vznikla laboratoř, kterou řídil Robert Oppenheimer. Její současný název je Národní laboratoř Los Alamos (anglicky Los Alamos National Laboratory, zkratka LANL). 
Město mělo v roce 2020 přibližně 13 200 obyvatel a je sídlem Los Alamos County (stejnojmenného okresu), ve kterém v tomto roce žilo necelých 20 000 obyvatel. Mezi přezdívky města patří „Atomic City“, „The Hill“, „Secret City“ (Atomové město, Kopec, Tajné město) nebo výše zmíněné kódové označení. Motto města je „Where discoveries are made“ (Kde se dělají objevy).

## Původ názvu
Los Álamos je španělské místopisné jméno: slovo „álamo“ znamená ve španělštině „topol“. „Los Álamos“ je množné číslo s členem určitým, tedy „topoly“. Někdy se uvádí, že název vznikl ze španělského označení „álamo temblon“, čemuž v angličtině odpovídá obecné označení „aspen trees“, které zahrnuje nejen různé druhy topolů (latinské rodové jméno dřevin Populus), ale též některé další příbuzné druhy stromů. Různé druhy topolů se skutečně hojně vyskytují na svazích hor nad městem (kde střídají nížeji rostoucí jehličnany) a jsou nápadné zejména v podzimních měsících díky nádherným barvám opadajícího listí.

## Historie

### Osady původních obyvatel
Dochované zbytky osad, jako jsou ty v nedalekém Bandelier  National Monument nebo Tsankawi, a četná další naleziště, například skalní obydlí, ukazují, že oblast byla obývána v různých obdobích přibližně od roku 1150 našeho letopočtu. Za první osadníky náhorní plošiny jsou považováni indiáni mluvící kereským jazykem, a to přibližně v 10. století. Kolem roku 1300 se z oblasti Four Corners (Čtyři rohy) přistěhovali osadníci z kmene Tewa, kteří vybudovali větší sídla, ale během 50 let byli vyhnáni nájezdy Navahů a Apačů a také panujících suchem.

### Los Alamos Ranch School

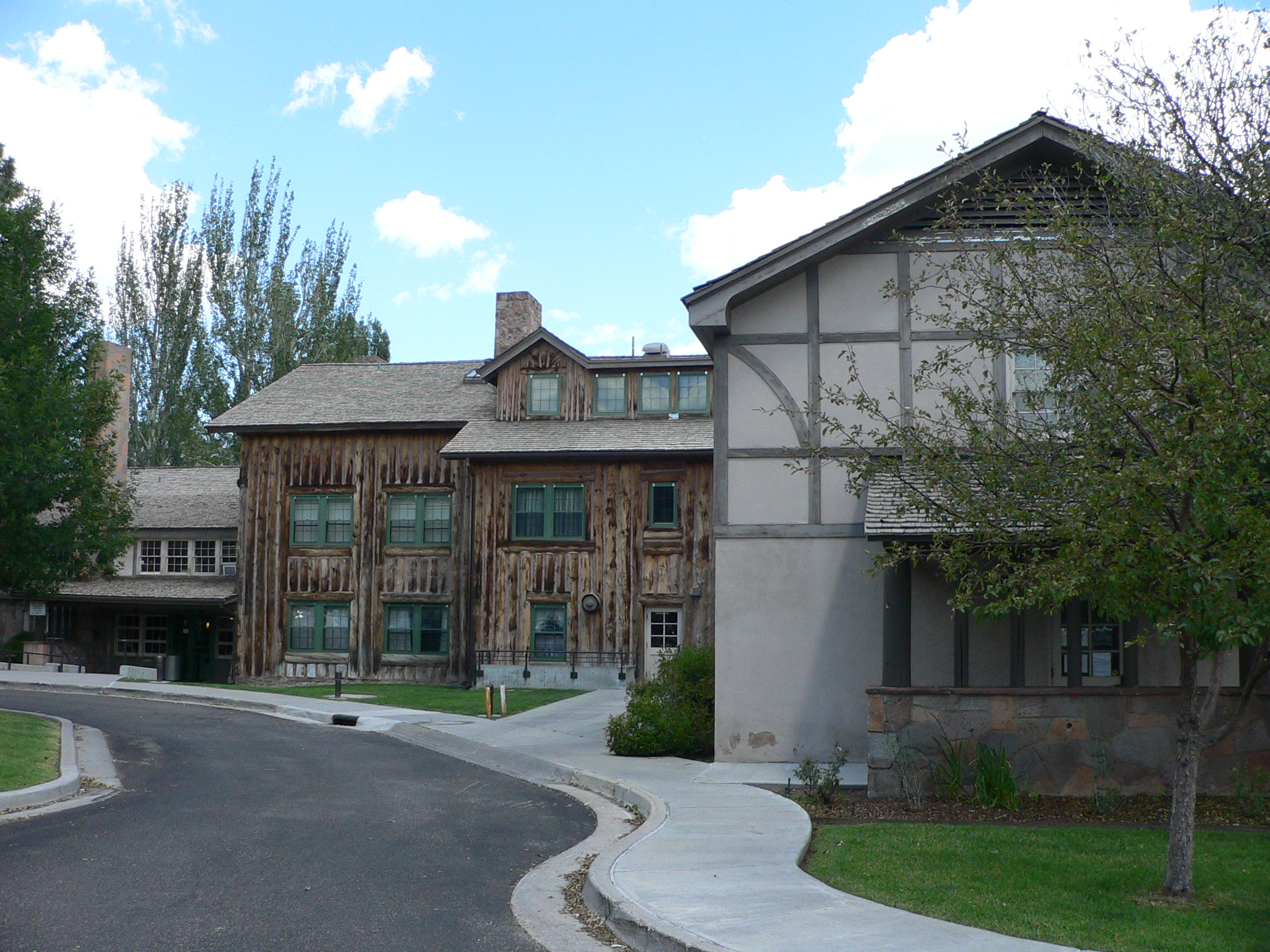
Fuller Lodge byla původně součást Los Alamos Ranch School. Tato rančerská škola se stala základem pro postupně vznikající město Los Alamos.

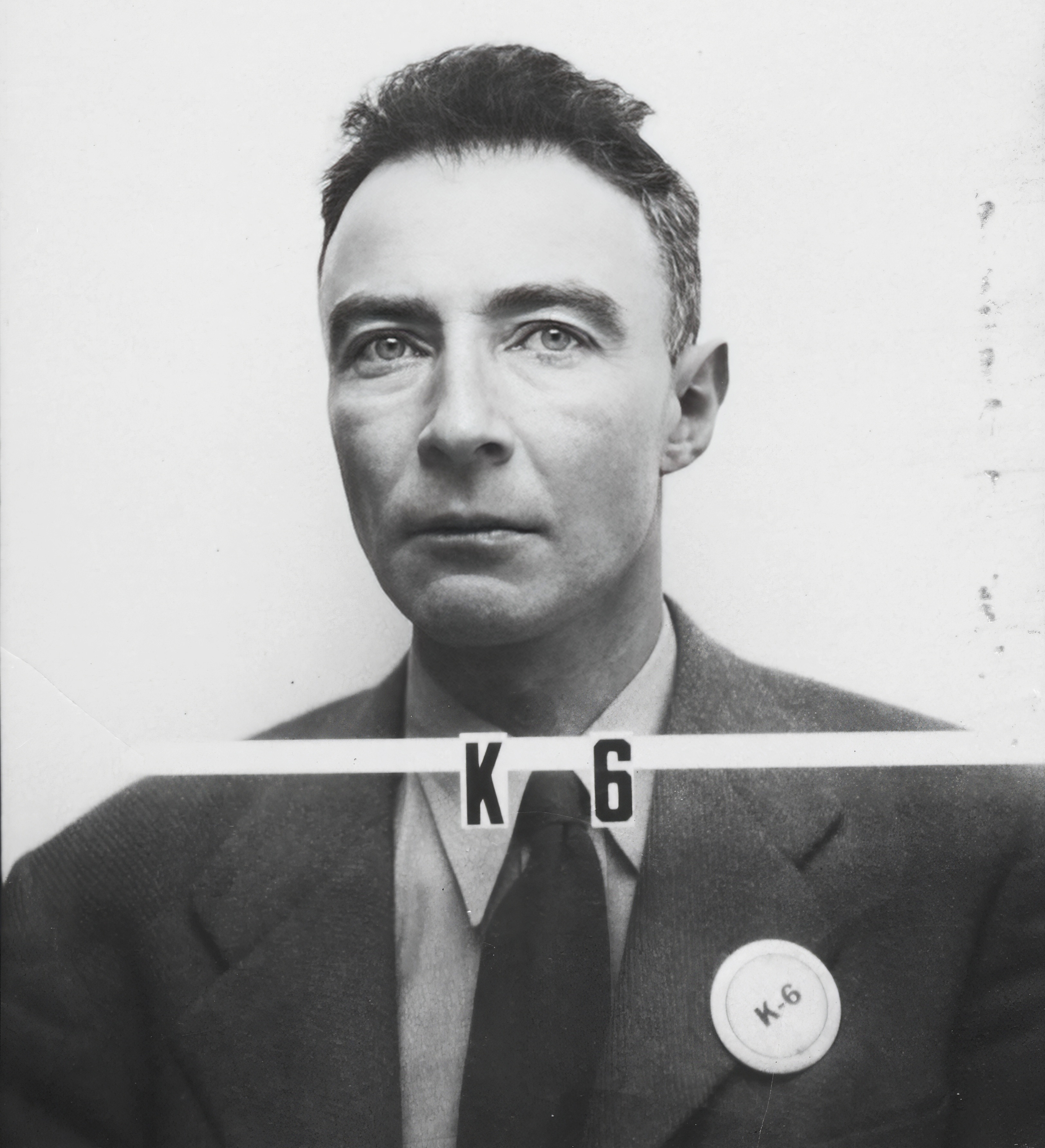
Los Alamos foto: Robert Oppenheimer

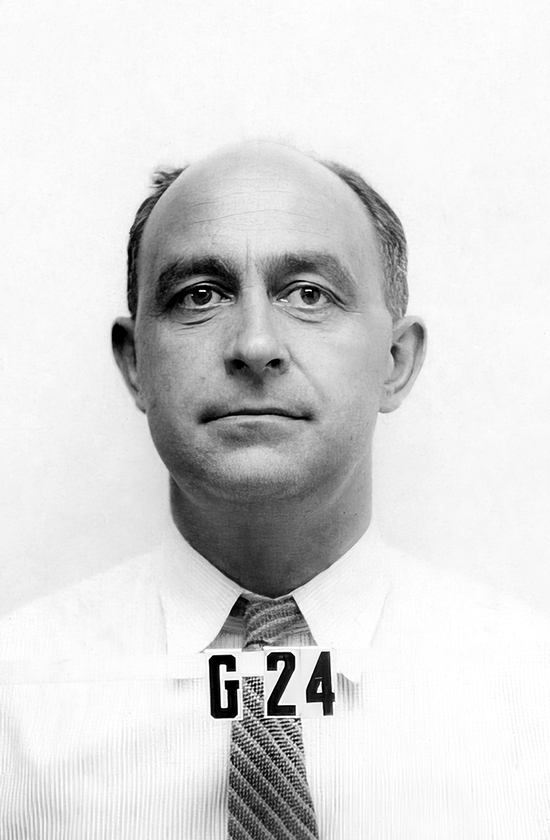
Los Alamos foto: Enrico Fermi

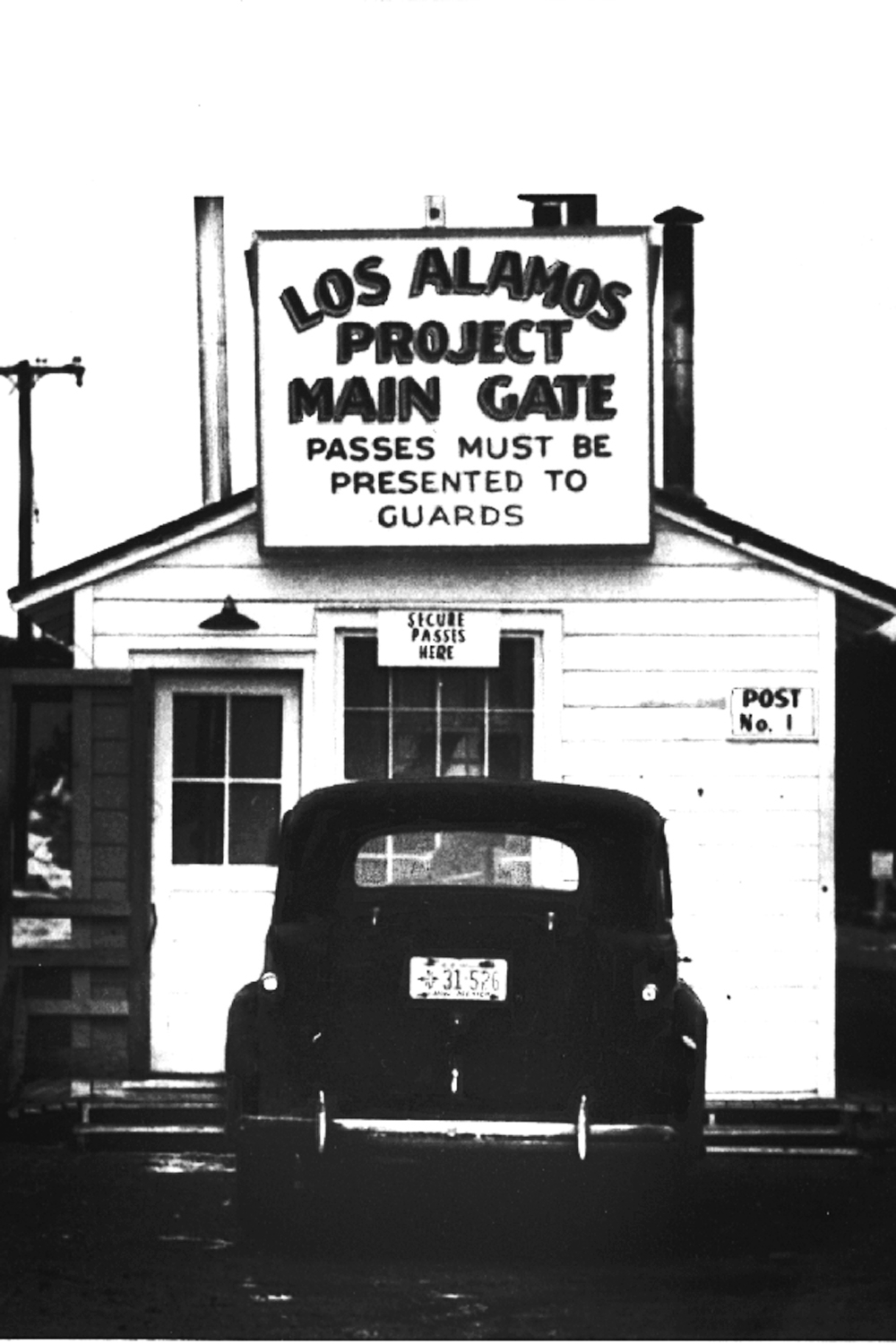
Střežený vjezd do Los Alamos (asi 1944)

Koncem 19. století využívali osadníci zdejší půdu především k chovu dobytka. Většina usedlíků si stavěla jednoduché sruby, ve kterých žili pouze za teplého počasí, aby mohli krmit dobytek. Mnoho usedlíků se později přestěhovalo do teplejšího údolí Rio Grande. V roce 1917 prodal usedlík Harold H. Brook část svých pozemků a budov Ashley Pondovi II, podnikateli z Detroitu, který založil školu Los Alamos Ranch School. Areál sloužil k výuce mladých mužů základům rančerství a dalším dovednostem pro přežití v přírodě.
V roce 1928 navrhl architekt John Gaw Meem ze Sante Fe nový Fullerův dům (Fuller Lodge/House) z přibližně 770 kmenů borovice těžké a osiky, které společně s ředitelem školy A. J. Connellem osobně vybrali. Škola byla určena pro studenty ve věku 12–18 let. Po celou dobu své 25leté existence zůstávala škola malá, roční počet všech zapsaných chlapců nikdy nepřesáhl 46 a průměrná velikost třídy byla jen 6 studentů. 
Mezi jejími absolventi byla ale řada pozdějších významných osobností: spisovatel Gore Vidal, antropolog Edward T. Hall, Arthur Wood (prezident společnosti Sears Roebuck) nebo zakladatel opery v Santa Fe John Crosby. Pozdější jaderný fyzik Stirling Colgate se do Los Alamos vrátil v roce 1975 a zůstal zde až do konce života. Do školy chodili také spisovatel William Seward Burroughs a pozdější majitel baseballového klubu Chicago White Sox Bill Veeck, tito dva ale školu nedokončili.
V listopadu 1942 školu a okolní pozemky zakoupila armáda Spojených států amerických pro účely přísně tajného projektu vývoje první atomové bomby (další pozemky již byly ve vlastnictví federální vlády). V lednu 1943 škola vydala poslední diplomy a následující měsíc armáda převzala nad místem kompletní kontrolu. Budovy školy se staly základem pro nově budované utajované město.

### Projekt Manhattan
V roce 1943 zde vzniklo jedno z hlavních, přísně tajných pracovišť pro vývoj a konstrukci atomové bomby v rámci projektu Manhattan (mezi další důležitá místa patřily zejména „Site X“ v Oak Ridge, Tennessee, kde probíhalo obohacování uranu nebo „Site W“ v Hanfordu, stát Washington, se zařízením na výrobu plutonia a řada dalších).
Místo bylo vybráno pro svou odlehlou, ale přesto relativně dostupnou polohu přibližně 50 kilometrů od Santa Fe, hlavního města státu Nové Mexiko. Generál Leslie Groves chtěl centrální laboratoř v izolovaném místě, kde by vědci a technici vůbec nepřišli do kontaktu s běžnou populací a dostatečně daleko od hranic. Major John Dudley postupně navrhl více míst, ale žádné plně nevyhovovalo. Robert Oppenheimer trávil v mládí hodně času v Novém Mexiku a tak navrhl místo, kde sídlila rančerská škola a posléze se stal i prvním ředitelem laboratoře. 
Nejprve byly využity všechny objekty bývalé školy. Inženýři zajišťující výstavbu měli zpočátku obavy kvůli špatně přístupové cestě a především zda zdejší vodní zdroje budu stačit pro tolik lidí, ale jinak se místo ukázalo téměř ideální. Rychle byly vybudovány provizorní prostory pro výzkum a vývoj a do projektu byli nasazeni vědci, technici a inženýři z celého světa. Všechny informace o městě a projektu však byly před veřejností utajeny. Vojenský personál označoval Los Alamos krycím názvem „Site Y“ a většina obyvatel Santa Fe místo znala pouze jako „The Hill“ (kopec).

### Utajení Los Alamos
Los Alamos bylo původně vybudováno jako uzavřené město přístupné z vnějšího světa pouze dvěma branami a poloha na stolové hoře umožňovala dokonalou kontrolu všech příjezdů. Všichni noví zaměstnanci dostali instrukce, aby cestovali do Santa Fe. Teprve zde v kanceláři armády na adrese 109 East Palace Avenue dostali od Dorothy McKibbin (která na základě toho získala přezdívku „první lady Los Alamos“)  potřebné dokumenty k průchodu bezpečnostními kontrolami (zpočátku dopisy podepisované samotným Robertem Oppenheimerem, později bezpečnostní průkazy) spolu s konkrétními pokyny, jak se dostat na správné místo.
Pro zvýšení utajení projektu jeho poštovní adresa byla PO Box 1663, Santa Fe, N.M. Všechny příchozí nákladní automobily byly falešně označeny jako přepravující běžné zboží, aby se utajila skutečná povaha jejich nákladu. Veškerá odchozí a příchozí korespondence osob pracujících a žijících v Los Alamos byla kontrolována a případně cenzurována vojenskými úředníky. 
Los Alamos sloužilo jako hlavní centrum pro provádění a koordinaci jaderného výzkumu, v němž se setkávali nejslavnější vědci světa, mezi nimi i několik  nositelů Nobelovy ceny. Kromě Roberta Oppenheimera zde pracovali mimo jiné britský fyzik James Chadwick (nositel Nobelovy ceny za rok 1935), italský fyzik Enrico Fermi (Nobelova cena 1938; jeho tým v roce 1942 v Chicagu postavil Chicago Pile-1: první zkušební jaderný reaktor), Richard Feynman (Nobelova cena 1965), Edward Teller (pozdější „otec vodíkové bomby“), Robert Rathbun Wilson a mnoho dalších význačných vědců.
Práce laboratoře v Los Alamos společně se všemi ostatními místy projektu Manhattan vedla k vývoji a výrobě tří atomových bomb. První plutoniová bomba s kódovým označením Trinity byla vyzkoušena 16. července 1945 na testovací střelnici nedaleko od Alamogorda, rovněž ve státě Nové Mexiko (nyní WSMR). Další dvě bomby: konstrukčně odlišná uranová „Little Boy“ a rovněž plutoniová „Fat Man“ byly svrženy na Japonsko (na města Hirošima a Nagasaki). 

### Po druhé světové válce
Po skončení války v roce 1945 se existence „Projektu Y“ stala známou a jako běžné označení se začaly používat názvy Los Alamos a Los Alamos Laboratory, od roku 1947 byl oficiální název Los Alamos Scientific Laboratory, až od roku 1981 současný název. Krátce po válce (16. října 1945) Robert Oppenheimer rezignoval na svou funkci. Také řada dalších zakládajících členů laboratoře Los Alamos opustili a někteří se stali otevřenými odpůrci dalšího vývoje jaderných zbraní. 
Oppenheimer doporučil na tento post Norrise Bradburyho, se kterým předtím úzce spolupracoval. Leslie R. Groves chtěl někoho, kdo má solidní akademické vzdělání a zároveň vysoké postavení v rámci projektu. Navíc se mu líbilo, že Bradbury byl jako námořní důstojník zároveň voják i vědec. Norris Bradbury tak byl jmenován druhým ředitelem laboratoře hned následující den. Nakonec zůstal ředitelem 25 let až do roku 1970, nejdéle ze všech. Jeho původním hlavním úkolem bylo zajistit, aby dříve ručně sestavované bomby mohly být vyráběny a používány hromadně bez pomoci vysoce kvalifikovaných vědců.
V dalších letech byla laboratoř v Los Alamos zodpovědná především za vývoj vodíkové bomby (tento projekt vedl Edward Teller) a později mnoha dalších variant jaderných zbraní. Další práce zahrnovala základní vědecký výzkum, vývoj urychlovačů částic, zdravotní fyziku a výzkum energie z jaderné syntézy v rámci projektu Sherwood. Na Marshallových ostrovech a na nevadském testovacím polygonu se uskutečnilo mnoho jaderných testů. V laboratoři LANL došlo ke třem závažným haváriím souvisejícím s jadernými zbraněmi: v srpnu 1945, v květnu 1946 a ke třetí nehodě došlo během každoroční fyzické inventury v prosinci 1958.

### Nová laboratoř jižně od města

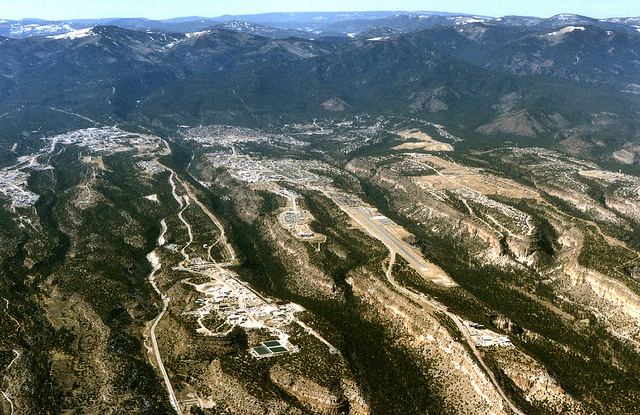
Letecký pohled od jihozápadu: nový komplex laboratoře je vlevo, město uprostřed (vč. letiště) a vpravo.

Za války sice mělo Los Alamos nejvyšší prioritu, ale jak výstavba jednotlivých částí laboratoře, tak ubytování pro přední vědce se řešilo ve spěchu a jako provizorium. Jakmile nový ředitel  Norris Bradbury stabilizoval situaci laboratoře v nových poválečných podmínkách a podařilo se mu zastavit odliv vědců, již v roce 1948 předložil Komisi pro atomovou energii (United States Atomic Energy Commission) návrh soustředit všechny výzkumné a vývojové aktivity na jedno místo do moderního komplexu laboratoří jižně od města. Dosud byly roztroušené na různých a mnohdy nevyhovujících místech ve městě, tak jak narychlo vznikly během války. Projekt za 107 milionů tehdejších USD (přibližně 1300 miliónů v cenách roku 2023) předpokládal umístění na tabulové hoře South Mesa a laboratoř by byla s městem spojena novým mostem přes kaňon.
Projekt nového komplexu laboratoří nebyl schválen ihned a výstavba se protáhla, ale v 50. letech byl rozsáhlý areál laboratoře skutečně postupně vybudován v současné lokalitě jižně od města. Od roku 1945 až do konce 50. let byl proto Bradbury zodpovědný také za velkou část správy města Los Alamos. Město postupně vybudovalo infrastrukturu včetně nové vodovodní sítě, zdravotnických a vzdělávací zařízení, které nahradily válečná provizoria. 
U.S. Atomic Energy Commision (AEC) po dokončení první etapy nového areálu laboratoře zmenšila bezpečnostní perimetr okolo samotné laboratoře, který již nezasahoval do města a 18. února 1957 tak mohly být odstraněny vstupní kontrolní brány ve městě, které tím bylo otevřeno široké veřejnosti. Prvním návštěvníkem města bez povolení federální vlády byl tehdejší guvernér Nového Mexika Edwin L. Mechem.  Nakonec tak občanské povinnosti ředitele laboratoře skončily.
V pozdějších letech Bradbury činnost laboratoře cíleně rozšiřoval do dalších oborů. Mimo jiné vybudoval Los Alamos Meson Physics Facility (nyní Los Alamos Neutron Science Center) s urychlovači. Během vesmírných závodů mezi SSSR a USA v 60. letech laboratoř vyvinula jaderný motor pro použití v kosmických raketách (NERVA: Nuclear Engine for Rocket Vehicle). NASA a další zúčastněné organizace považovaly program NERVA za velmi úspěšný, protože splnil nebo překročil programové cíle. Byl zhodnocen jako vhodný pohon pro let na Mars, ale v roce 1973 prezident Nixon program bez náhrady zrušil. Nebyl tak nikdy reálně vyzkoušen ve vesmíru, ve spolupráci s NASA proběhly pouze rozsáhlé pozemní zkoušky.

### Součást Manhattan Project National Historical Park

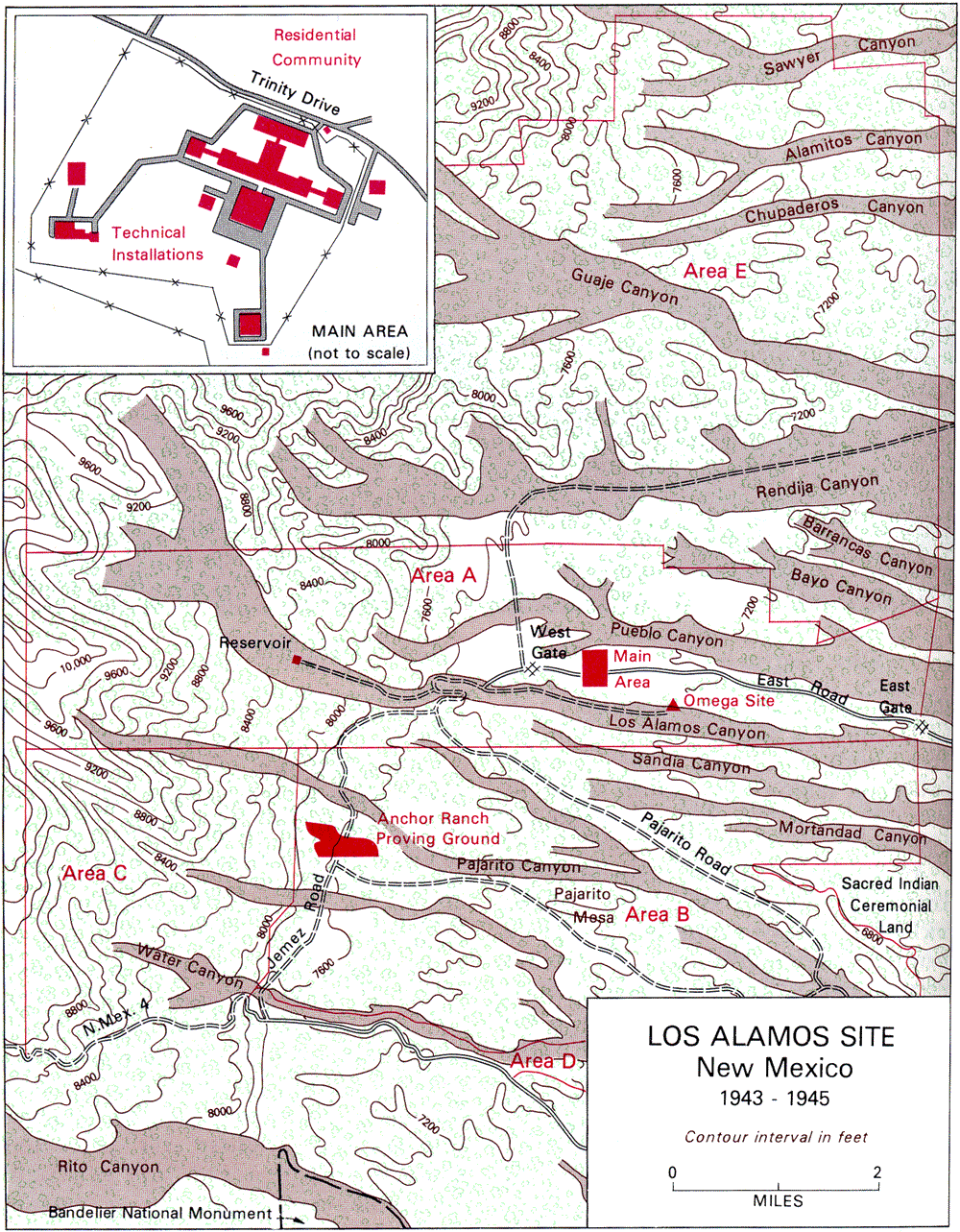
Mapa Los Alamos 1943–1945

Několik budov spojených s projektem Manhattan v Los Alamos bylo nejprve v roce 1965 prohlášeno za národní historickou památku (National Historic Landmark). V roce 2015 pak byly vybrané objekty začleněny do nově vzniklého Manhattan Project National Historical Park připomínající projekt Manhattan, který společně provozují National Park Service a Department of Energy. 
Z několika desítek míst vztahujících se k projektu Manhattan byly vybrána tři místa, které patří mezi historicky a jinak nejvýznamnější. Park se skládá z těchto částí: „Site W“ v Hanfordu, stát Washington (reaktor B a další objekty), bývalý „Site X“ v Oak Ridge, Tennessee (grafitový reaktor X-10 a části několika rozsáhlých komplexů na obohacování uranu) a „Site Y“ neboli právě město Los Alamos a nedaleká Národní laboratoř Los Alamos.
Ve městě Los Alamos je ve vymezené době volně dostupné návštěvnické centrum (Los Alamos Visitor Center for the Manhattan Project NHP), které podrobně mapuje historii projektu Manhattan, se zaměřením na místa ve státě Nové Mexiko. Návštěvnické centrum se nachází na adrese 475 20th Street v centru Los Alamos, v budově Los Alamos Community Building (vedle Los Alamos Teen Center) a je otevřeno od pátku do pondělí od 10 do 15 hodin. Dále mohou turisté navštívit několik objektů na pozemcích Národní laboratoře Los Alamos, které jsou ale přístupné pouze prostřednictvím speciálních autobusových exkurzí, které organizuje Ministerstvo energetiky (současný vlastník laboratoře). 
Již není součástí historického parku, ale turistům jsou dostupné též vybrané objekty v rámci bývalé rančerské školy (Los Alamos Ranch School). V domě pro hosty nyní sídlí Historické muzeum Los Alamos a je zde rozsáhlá expozice o historii školy a jejím využití pro skauting. Sousední původní Fuller Lodge je rovněž přístupná pro návštěvníky, často slouží také pro setkání nebo svatby (a byla využita také pro natáčení filmu Oppenheimer, jak již bylo zmíněno). V jižním křídle u Central Avenue sídlí Los Alamos Art Center.

## Geografie

### Poloha

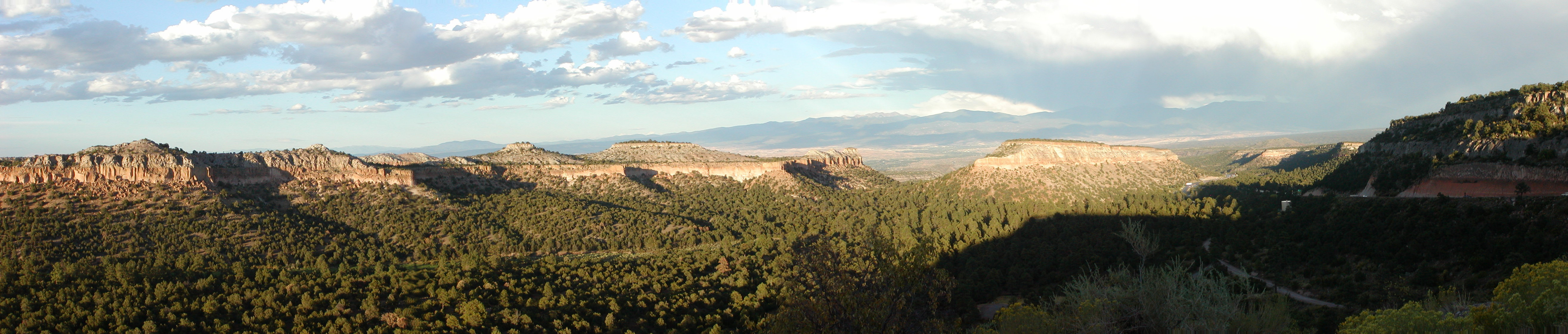
Panoramatický pohled z Anderson Overlook

Los Alamos se nachází na severu Nového Mexika mezi řekou Rio Grande a východním okrajem kaldery Valles na náhorní plošině Pajarito, přibližně 55 kilometrů severozápadně od Santa Fe. Nadmořská výška v místě poštovního úřadu je 2230 metrů a celková rozloha činí 28,9 kilometrů čtverečních.
Město Los Alamos bylo vybudováno na čtyřech plochých vrcholcích tabulových hor oddělených strmými kaňony:  Barranca Mesa, North Mesa, Los Alamos Mesa a South Mesa, spolu s navazujícími částmi na úpatí hory. Tato zeměpisná charakteristika byla jedním z hlavních faktorů výběru místa pro projekt Manhattan, protože umožňovala snadno kontrolovat veškeré příjezdy do města a odjezdy ven.
Velká část okresu Los Alamos (Los Alamos County) leží v oblasti Española Ranger District přírodní rezervace Santa Fe National Forest. Tato přírodní rezervace byla vyhlášena již v roce 1915 a její celková rozloha je přes 6000 čtverečních kilometrů, tedy jen velmi malá část patří k Los Alamos.

### Podnebí
Podle Köppenovy klasifikace podnebí má Los Alamos vlhké kontinentální klima s teplými léty, tedy podtyp „Dfb“, se čtyřmi ročními obdobími. Velmi vysoká nadmořská výška (přes 2200 metrů) celkem výrazně snižuje nejvyšší letní teploty, které ale i tak běžně překračují 30 stupňů. Nejvyšší naměřená teplota v květnu je 34 stupňů, 36 v červnu a 37 v červenci. V zimě ze stejného důvodu teploty často klesají výrazně pod –15 stupňů, nejnižší naměřené teploty jsou mezi –25 až –28 stupňů od listopadu až do února.

### Flóra a fauna
Zeměpisná poloha Los Alamos způsobuje, že jeho flóra a fauna jsou ve srovnání s okolními oblastmi státu velmi rozmanité. Rozdíly v nadmořské výšce vytvářejí srážkové a teplotní gradienty, které podporují širokou rozmanitost rostlinných a živočišných společenstev. V okrese se nachází šest různých rostlinných společenstev. V každém z nich žije jedinečná flóra a fauna. Nejčastějšími stromy jsou borovice těžká (Pinus ponderosa), dále topoly, které daly lokalitě jméno. Mezi běžné keře v oblasti patří pelyněk trojzubý (Artemisia tridentata), dub Gambelův (Quercus gambelii) a divoká růže (růže nutkanská, Rosa nutkana).
Příkladem savců žijících v oblasti jsou medvěd baribal (Ursus americanus; hnědá barevná varieta), losi, jelenec ušatý (Odocoileus hemionus), rysi, lišky šedé, skunkové a veverky. V ornitologickém průzkumu Pajarito prováděném Los Alamos National Laboratory bylo zaznamenáno více než 200 druhů ptáků. Mezi typické druhy zde patří kolibřík šestibarvý (Selasphorus platycercus), strakapoud americký (Picoides villosus) nebo salašník západní (Sialia mexicana), z dravců zejména káně černá (Buteo albonotatus) a výr virginský (Bubo virginianus).

### Lesní požáry

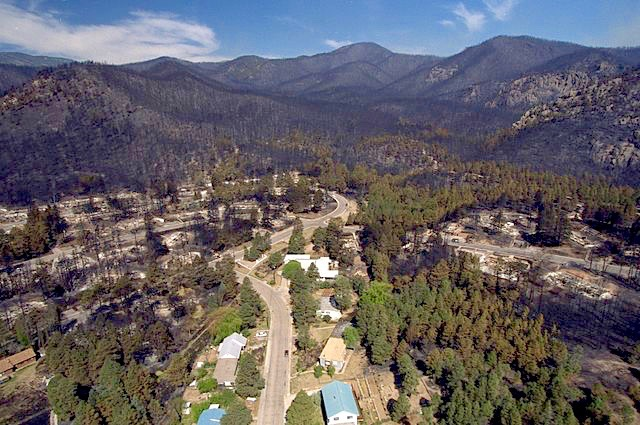
Následky požáru Cerro Grande v roce 2000

Lesní požáry vícekrát zasáhly celý okres, ale nejničivější pro město byl požár označovaný Cerro Grande Fire v květnu 2000, který způsobil škody v odhadované výši 1 miliarda dolarů a zničil více než 400 domů. Město bylo osm dní evakuováno. Celkem zasáhl plochu  přibližně 19 000 hektarů. Federální agentura pro řešení mimořádných událostí (FEMA) postavila v části města North Mesa dočasné obydlí pro ty, kteří byli požárem vysídleni. Nedošlo ke ztrátám na životech, ale mezi další následky patří poškození zařízení LANL (jaderný materiál nebyl zasažen), bleskové povodně a eroze. 
Další požár nazývaný Las Conchas z 26. června 2011 (který vznikl od vedení elektrického proudu) spálil více než trojnásobnou plochu (63 500 hektarů) a rovněž si vyžádal evakuaci Los Alamos, ale ve městě nedošlo k žádným větším škodám na majetku. Jednalo se však o největší požár na území státu Nové Mexiko.

### Sanace životního prostředí
Bylo zjištěno, že více než dva tisíce míst v oblasti bylo ovlivněno v důsledku dřívějších činností v Národní laboratoři Los Alamos (LANL). Tato místa byla identifikována v celém okrese a nacházejí se především (ale nikoli výhradně) na pozemcích, která jsou ve vlastnictví Ministerstva energetiky USA. Kontaminovaná místa se značně liší svým významem. V některých oblastech jsou nutná nápravná opatření a obnova životního prostředí. LANL se na tomto procesu zásadně podílí. Někteří obyvatelé vyjádřili obavy z nedostatečné účasti veřejnosti a možnosti vyjádřit se k harmonogramu a financování sanace.

## Vzdělání, kultura, muzea

### Školství

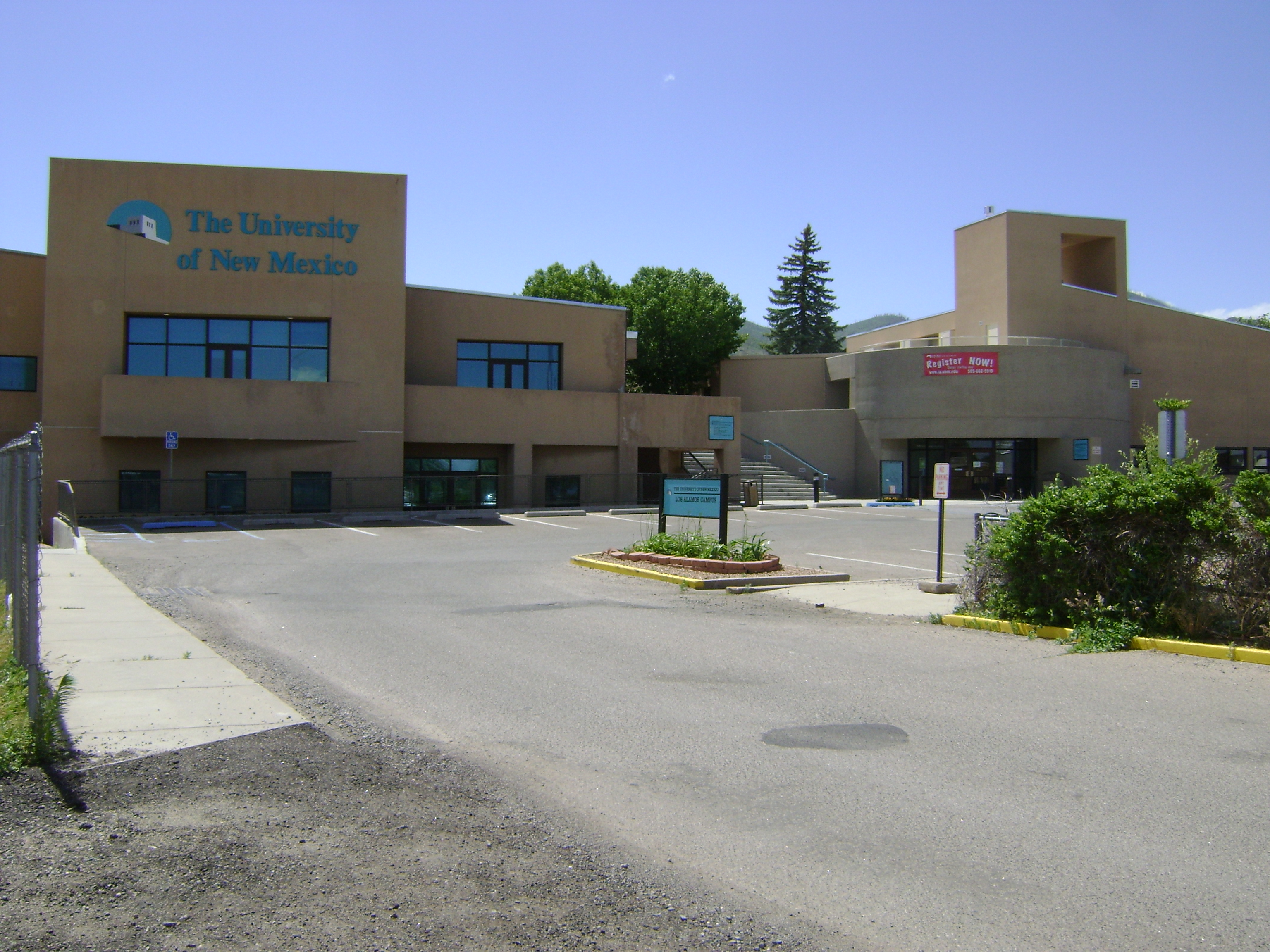
Budova University of New Mexico v Los Alamos

Veřejné školy v Los Alamos poskytují vzdělávání od mateřské školy po střední školu. Je zde 5 základních škol, jedna střední škola a jedno gymnázium. K 6. březnu 2021 dosáhla míra úspěšnosti maturantů 93,3 %, což je výrazně více ve srovnání jak s průměrem za celý stát Nové Mexiko (76,9 procent), tak s americkým průměrem (85 procent). V Los Alamos má pobočku také University of New Mexico, která sídlí v Albuquerque, největším městě Nového Mexika.

### Bradbury Science Museum
Bradbury Science Museum (původní název Los Alamos National Laboratory Museum) v centru Los Alamos, je vědecko-technologické muzeum, které prezentuje především historii projektu Manhattan a činnost a výsledky Národní laboratoře Los Alamos. Založeno bylo v roce 1953, současný název byl zvolen na počest Norrise Bradburyho, významného amerického vědce, který měl mimo jiné na starosti celkovou přípravu jaderného testu Trinity a od roku 1945 až do roku 1970 byl druhým a nejdéle působícím ředitelem laboratoře. 
Expozice se věnuje nejen historii (včetně modelů atomových bomb Little Boy a Fat Man ve skutečné velikosti), ale jsou prezentovány také další obory, např. výzkum planety Mars (laboratoř se podílela vývoji vozítka Curiosity), nanotechnologie, biopaliva, historie superpočítačů nebo Los Alamos Neutron Science Center. Muzeum je otevřeno celoročně od úterý do neděle a vstup do muzea je zdarma, doporučený čas na prohlídku je 2 až 3 hodiny.

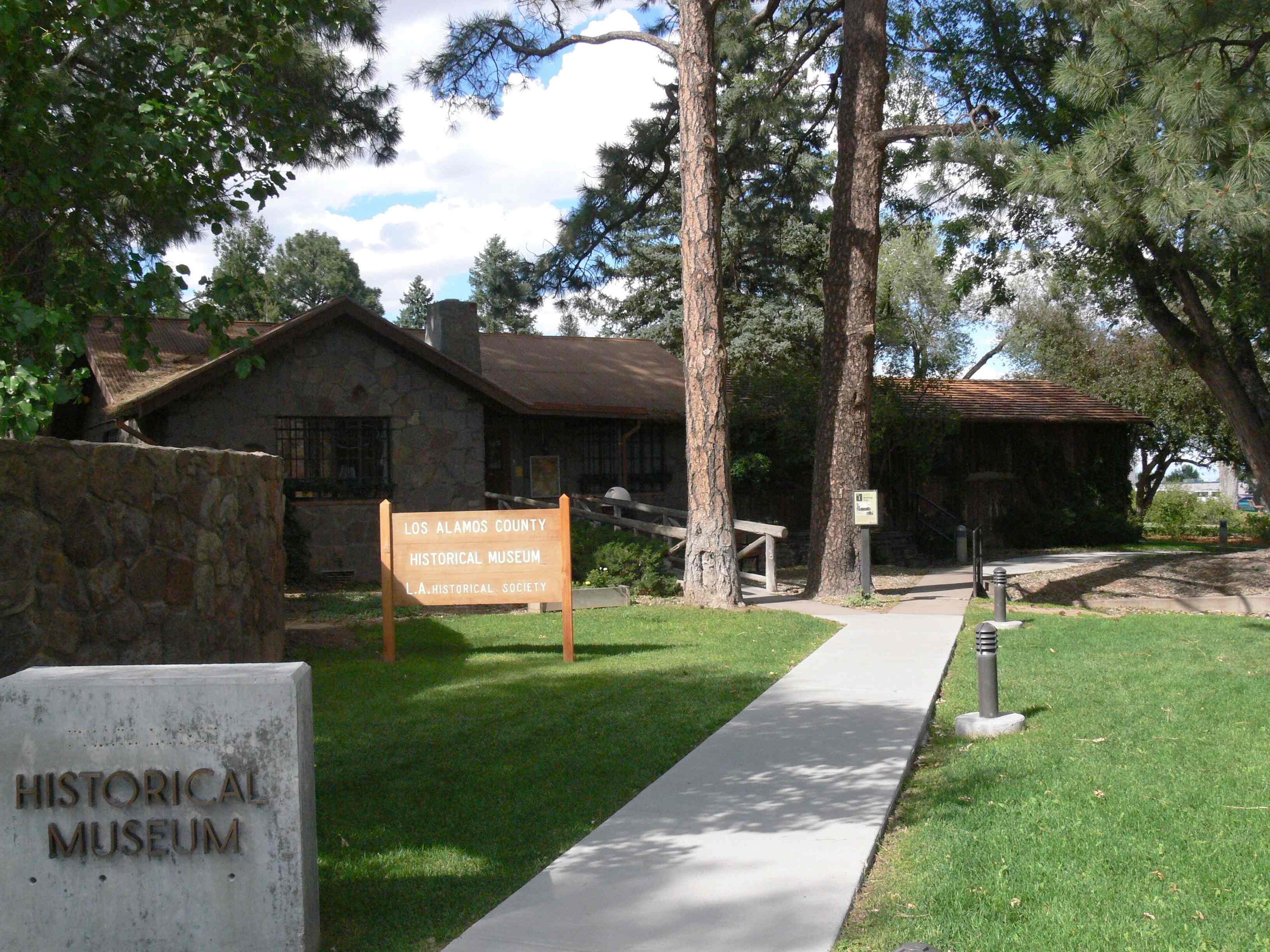
Historické muzeum sídlí v nejstarší budově Los Alamos Ranch School

### Los Alamos Historical Museum
Los Alamos Historical Museum sídlí v budově z roku 1918, která je nejstarší částí výše popsané Los Alamos Ranch School a současně je nejstarší nepřetržitě používanou budovou v Los Alamos. Původně sloužila jako ošetřovna, později jako hostinské prostory pro rodiče navštěvující studenty internátní školy. Poté co armáda odkoupila všechny objekty rančerské školy, byla oblíbeným místem generála Leslieho Grovese, pokud pobýval v Los Alamos. Muzeum se věnuje celé historii, od osídlení náhorní plošiny Pajarito Pueblo indiány, přes historii farmářských usedlostí, éru Ranch School a období projektu Manhattan až po současnost. O provoz se stará více než 50 let existující Los Alamos Historical Society. Po vzniku opět již zmíněného Manhattan Project National Historical Park v roce 2015 bylo muzeum přidruženo i k tomuto projektu.

### Fuller Lodge

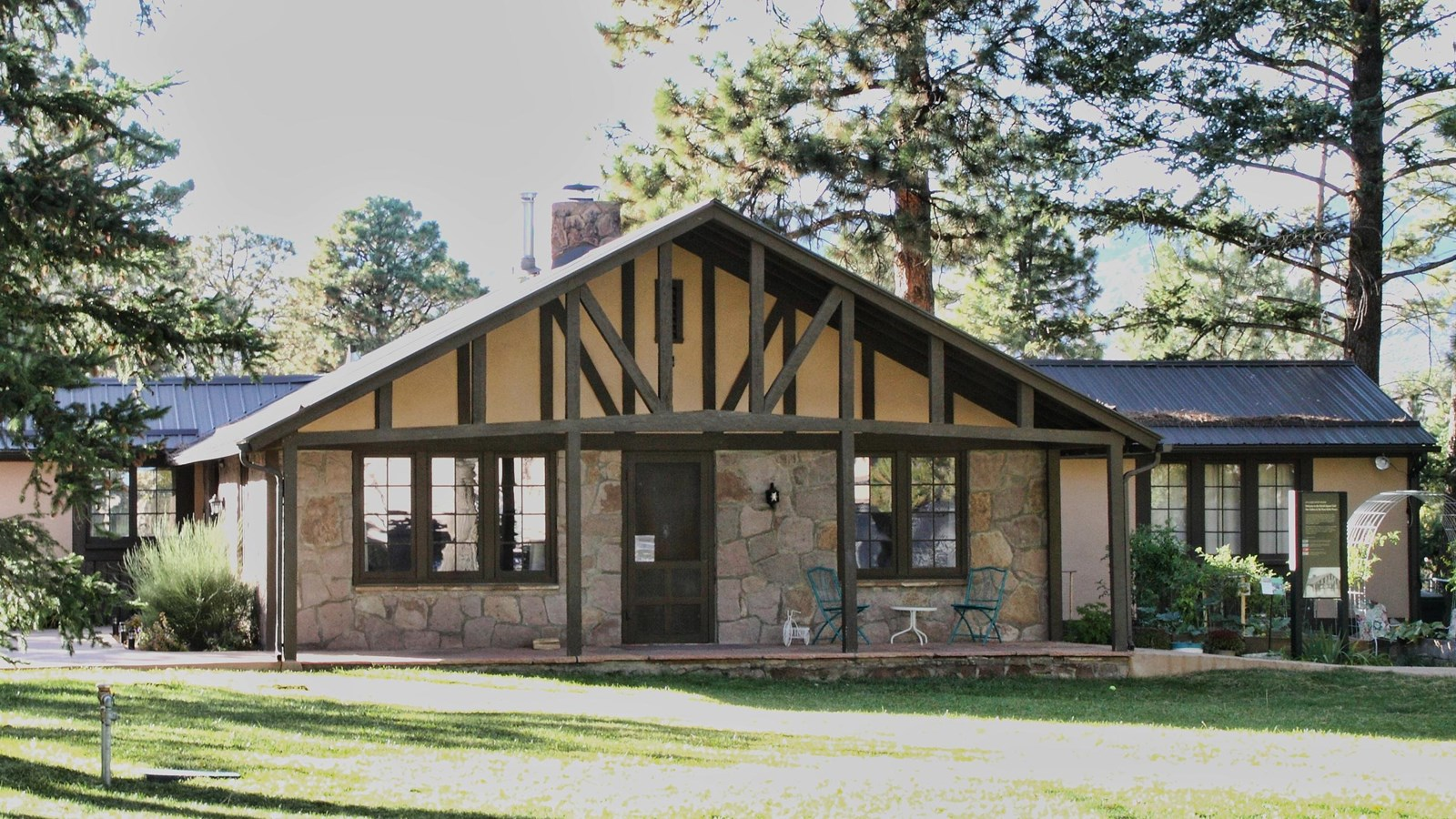
Dům Hanse Betheho, součást historického muzea

Dále lze navštívit již zmíněnou Fuller Lodge z roku 1928, největší budovu v původním areálu Los Alamos Ranch School. V dobách fungování školy sloužila jako jídelna a také pro zaměstnance a byla považována za symbol školy. Během projektu Manhattan poskytovala pokoje pro hostující vědce a prostory pro různé akce. Dnes slouží jako komunitní centrum, kde se konají setkání, přednášky a svatby. 

### Hans Bethe House
Hans Bethe House je samostatnou součástí historického muzea, které zajišťuje jeho provoz a údržbu. Pojmenován je po významném německém vědci. Oppenheimer věřil, že Hans Bethe (později získal Nobelovu cenu) bude nejen velkým vědeckým a technickým přínosem projektu, ale přesvědčí také další vědce, aby se připojili. Oppenheimer se též domníval, že jeho manželka Rose by mohla pomoci zorganizovat bydlení a komunitu v Los Alamos. V domě jsou vystaveny některé jeho osobní věci a je zde malá „Galerie studené války v Los Alamos“ Harolda Agnewa. Na počest vazeb domu na Nobelovu cenu si návštěvníci mohou prohlédnout Nobelovu cenu za fyziku, kterou v roce 1995 získal Frederick Reines, který rovněž působil v projektu Manhattan a po válce v laboratoři.

### Oppenheimer House

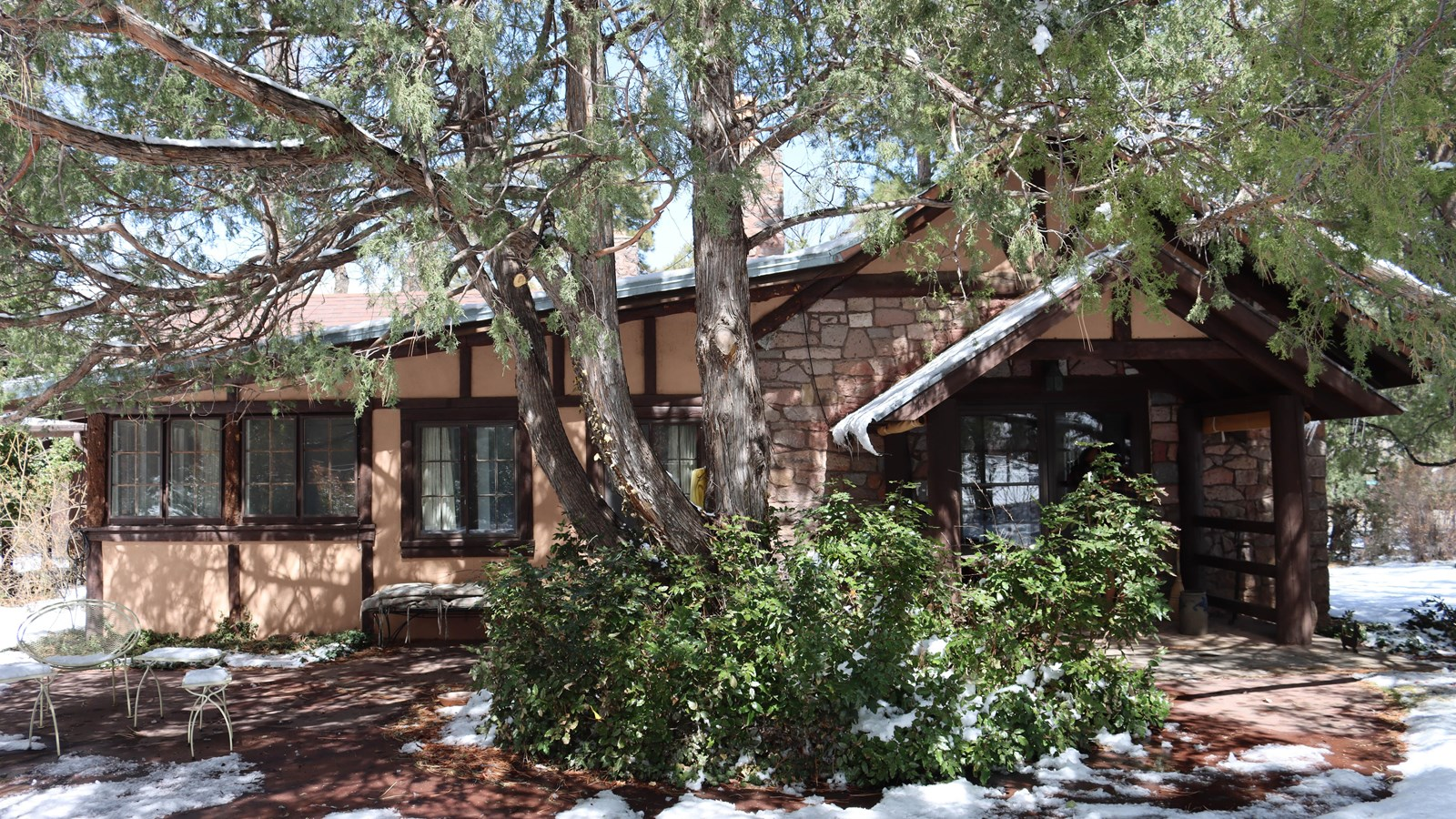
Oppenheimerův dům

Oppenheimer House byl postavený v roce 1929 a původně sloužil rovněž rančerské škole, bydlela v něm sestra ředitele školy A. J. Connella. Robert Oppenheimer, jeho žena Kitty, dcera Toni a syn Peter žili v tomto domě v letech 1943–1945. Pozvání na některou z Oppenheimerových večeří patřilo ve válečné komunitě v Los Alamos k nejžádanějším společenským pozváním. Vědci si mohli na chvíli odpočinout od své úmorné a přísně tajné práce, zatímco Oppenheimer obsluhoval bar a kolegové vědci jako Richard Feynman a Edward Teller se chopili hudebních nástrojů a přispěli ke slavnostní atmosféře.

### V populární kultuře
Režisér Christopher Nolan natáčel v březnu 2022 řadu scén filmu Oppenheimer na autentických místech v Los Alamos, mimo jiné včetně historické Fuller Lodge, Oppenheimerova domu, ženské ubytovny Civilian's Women's Dormitory, United Church a na dalších místech.

## Významné osobnosti
Vzhledem k historii místa zde působilo mimořádně velké množství nejvýznamnějších vědců, zejména během projektu Manhattan, ale také po druhé světové válce. Jsou uvedeny též některé další osobnosti (spisovatelé nebo spisovatelky, politici, právnici, kteří se narodili nebo působili v Los Alamos).

### Vrámci projektu Manhattan
- Harold Agnew, fyzik a třetí ředitel Národní laboratoře v Los Alamos (v letech 1970–1979).
- Luis Walter Alvarez, jaderný fyzik španělského původu. Podílel se na projektu Manhattan, vyvinul balóny HAPPE ke zkoumání vysokoenergetického kosmického záření. Na základě empirických nálezů jeho syna, geologa Waltera Alvareza v roce 1980 publikovali hypotézu o vymření dinosaurů vlivem dopadu velkého mimozemského tělesa. Zejména po objevu kráteru Chicxulub je do současnosti považována za nejpravděpodobnější vysvětlení příčiny vymírání na konci druhohor.[46] Za výzkumy na urychlovačích částic (zasloužil se také o jejich vylepšení a vyvinul nové systémy analýzy dat) získal v roce 1968 Nobelovu cenu.
- Robert Bacher, jaderný fyzik, jeden z hlavních vědců v projektu Manhattan (vedoucí fyzikálního „P oddělení“).  Po válce byl ředitelem Laboratory of Nuclear Studies, Cornell a pracoval také pro U.S. Atomic Energy Commission. Později se vrátil na Caltech (kde pracoval již před válkou) a zde zastával vysoké funkce až důchodu.
- Hans Bethe, německo-americký jaderný fyzik, podílel se na vývoji atomové bomby, vysvětlil fungování termojaderných reakcí ve hvězdách, nositel Nobelovy ceny za fyziku z roku 1967.
- Norris Bradbury, fyzik a druhý ředitel Los Alamos National Laboratory (v letech 1945–1970). V Los Alamos zůstal až do konce života. V roce 1970 bylo na jeho počest přejmenováno muzeum v Los Alamos, které se nyní jmenuje Bradbury Science Museum. Expozice zahrnuje mimo jiné kolem 40 interaktivních exponátů, vztahujících se především k projektu Manhattan, ale obsahuje také nové exponáty o výzkumu Marsu (laboratoř se podílela vývoji vozítka Curiosity), nanotechnologiích, biopalivech ad.
- James Chadwick, britský fyzik, nositel Nobelovy ceny za fyziku z roku 1935 za objev neutronu. Po emigraci do USA v roce 1943 navštívil většinu pracovišť projektu Manhattan a od začátku roku 1944 pracoval v Los Alamos pod krycím jménem James Chaffee.
- Charles Critchfield, matematický fyzik. Na projektu Manhattan pracoval nejprve v Ordnance Division,  později v Gadget Division pod vedením Roberta Bachera. Do  Los Alamos se vrátil v roce 1961 a zůstal zde do konce života.
- Harry Daghlian, fyzik, zemřel na následky ozáření při nehodě v Omega laboratoři v Los Alamos v září 1945.
- Enrico Fermi, italský teoretický a experimentální fyzik, je nazýván „architektem jaderného věku“. Po úspěšném spuštění prvního experimentálního jaderného reaktoru Chicago Pile-1 v prosinci 1942 a významném podílu na zprovoznění dalších reaktorů v Oak Ridge a v Hanfordu přiměl Robert Oppenheimer v roce 1944 tohoto italského fyzika, aby přijel do Los Alamos, kde vedl významné, tzv. F oddělení (označení odvozené z jeho příjmení)
- Val Logsdon Fitch, jaderný fyzik a nositel Nobelovy ceny za fyziku za rok 1980.
- Richard Feynman, teoretický fyzik, nositel Nobelovy ceny za fyziku za rok 1965. Pracoval v projektu Manhattan, později známý především pro výzkum v oblasti kvantové mechaniky a elektrodynamiky, fyzice supratekutosti a fyzice částic. Pionýrské práce v oblasti nanotechnologií a kvantových počítačů. Významný popularizátor vědy. Jako člen vyšetřovací komise katastrofy raketoplánu Challenger nejen zásadně přispěl k objasnění příčin, ale poukázal i na další systémové chyby v projektu. Napsal knihu vzpomínek (několikrát vyšla také v češtině), kde velmi zajímavě a čtivě popisuje mimo jiné své působení v Los Alamos (viz Literatura).
- Klaus Fuchs, německý teoretický fyzik a později atomový špion, který dodával informace Sovětskému svazu.
- George Kistiakowsky, chemik a konstruktér tvarovaných implozivních náloží. Byl také vášnivým lyžařem, který používal implozivní kroužky ke kácení stromů pro rozvoj lyžařského areálu Sawyer's Hill nedaleko Los Alamos.
- Joseph Laws McKibben, fyzik a inženýr. Osobně stiskl spínač, který odpálil první zkušební atomovou bombu Trinity na testovací střelnici u města Alamogordo v Novém Mexiku (nyní White Sands Missile Range). Motivován zdravotním stavem částečně ochrnuté dcery Karan (infekce dětské obrny),  v roce 1957 vymyslel a zkonstruoval první tzv. „Air Muscle“: pneumatické umělé svaly (PAM) ovládané tlakovým vzduchem. PAM jsou obvykle dva: jeden slouží ke smrštění a druhý k roztažení. Jsou velmi lehké, protože jejich hlavním prvkem je tenká membrána a toto řešení má i další výhody. McKibben zůstal v Los Alamos do konce života.
- Edwin McMillan, fyzik a nositel Nobelovy ceny za chemii za rok 1951: objevy v chemii transuranových prvků.
- Robert Oppenheimer, teoretický fyzik a první ředitel laboratoře v Los Alamos v rámci projektu Manhattan. Je označován jako „otec atomové bomby“.
- William Sterling Parsons, známý pod přezdívkou Deak Parsons, kapitán námořnictva (později kontradmirál). V projektu Manhattan pracoval jako odborník na munici. Nejznámější je jako zbraňový důstojník letadla Enola Gay. Aby zcela vyloučil možnost jaderného výbuchu, kdyby letadlo při startu havarovalo, rozhodl se bombu odjistit až za letu do Hirošimy. Parsons vlezl do stísněné a tmavé pumovnice a vložil prachovou nálož a rozbušku. Za svou účast na misi byl vyznamenán Stříbrnou hvězdou.
- Frederick Reines, teoretický fyzik, nositel Nobelovy ceny za fyziku z roku 1995 za průkopnické příspěvky leptonové fyzice, především za detekci neutrina.
- Bruno Rossi, italský experimentální fyzik, který vyvinul diagnostické přístroje pro vývoj atomové bomby. Měl klíčovou roli v tzv. RaLa experimentu (série testů během projektu Manhattan, jejichž cílem bylo studovat chování rázových vln k dosažení sférické imploze nezbytné pro stlačení plutoniové nálože této verze atomové bomby). Po válce se vrátil ke studiu kosmického záření na Massachusetts Institute of Technology. Jeden ze zakladatelů rentgenové astronomie v 60. letech. Jeho přístroje na družici Explorer 10 v roce 1961 zjistily tzv. magnetopausu a inicioval experimenty, které posléze vedly k objevu Scorpius X-1, prvního extrasolárního zdroje rentgenového záření.
- Emilio Gino Segrè, italský fyzik, nositel Nobelovy ceny za fyziku z roku 1959, především za objev antiprotonu. Dále objevil prvky technecium a astat (oba existují pouze ve formě nestabilních izotopů). Za války byl v Los Alamos vedoucí laboratoře P-5  pod krycím jménem Earl Seaman.
- Louis Slotin, kanadský fyzik a chemik. Zemřel na následky ozáření po nehodě v Los Alamos v květnu 1946 (předtím při jiné nehodě v roce 1945 zemřel Harry Daghlian).
- Edward Teller, teoretický fyzik maďarského původu, pracoval v projektu Manhattan. Později vedl vývoj termonukleárních zbraní a je proto označován jako „otec vodíkové bomby“.
- James L. Tuck, britský fyzik specializující se na tvarované nálože. Proto se podílel hlavně na vývoji iniciátoru Urchin, nezbytného pro funkčnost plutoniové verze atomové bomby. V roce 1946 se zúčastnil atomových testů na atolu Bikini. Poté se vrátil do Spojeného království a pracoval v Oxfordu, ale pro špatné poválečné podmínky v roce 1949 odjel znovu od USA, kde nejprve pracoval na Chicagské univerzitě. Později znovu v Los Alamos: termonukleární výzkumu se zaměřením na výrobu energie, pro kterou vyvinul přístroj Perhapsatron. V roce 1972 odešel z LANL do důchodu, ale v Los Alamos zůstal do konce života.
- Stanisław Ulam, matematik polského původu. Po skončení projektu vývoje atomové bomby se podílel na vytvoření Teller-Ulamovy konstrukce, která je základním principem pravděpodobně všech dosud vyvinutých termojaderných (vodíkových) bomb. Zůstal mnoho let konzultantem LANL a do konce života žil v nedalekém Santa Fe.
- Robert R. Wilson, fyzik a vývojář cyklotronu. Pracoval v projektu Manhattan, později byl architektem a prvním ředitelem (1967–1978) Fermi National Accelerator Laboratory (Fermilab) na okraji města Batavia poblíž Chicaga.

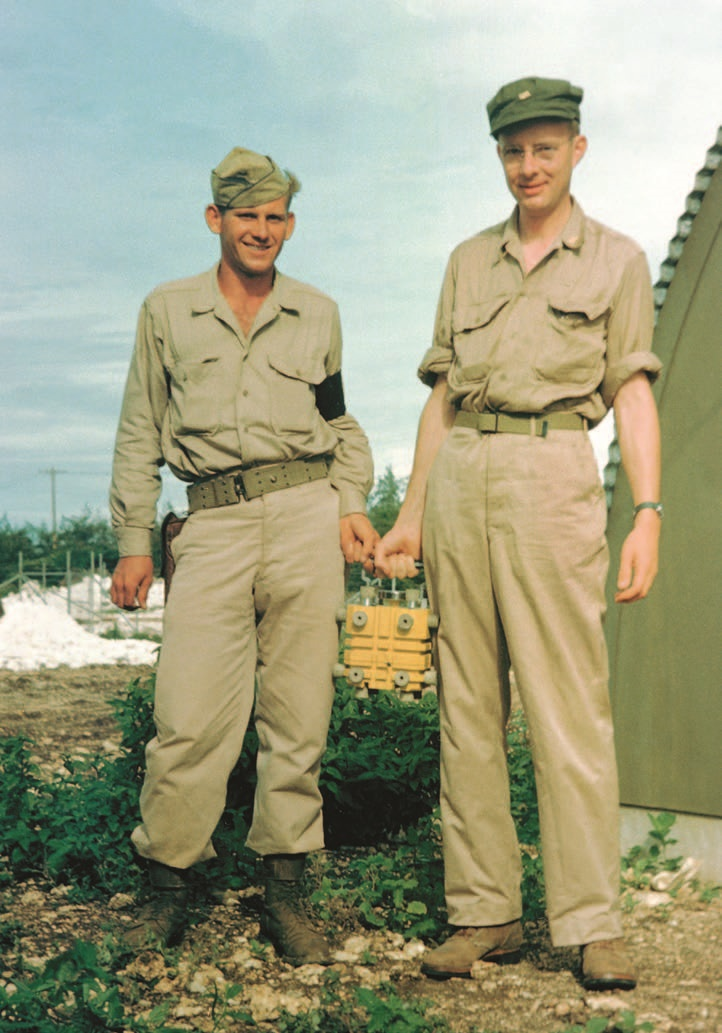
Fyzik Luis Alvarez a voják drží plutonium pro bombu Fat Man (08/1945)
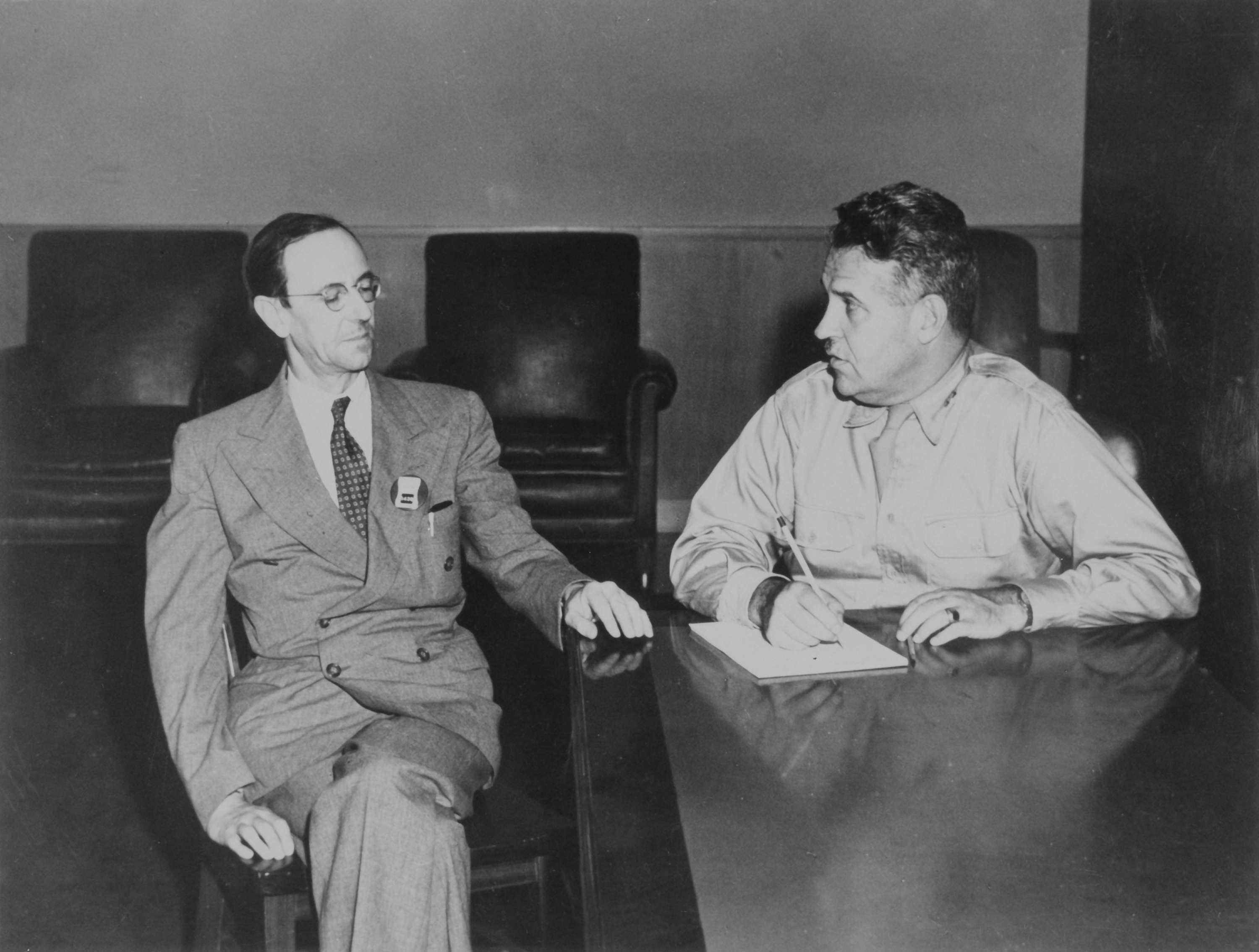
James Chadwick a Leslie Groves (asi 1945)
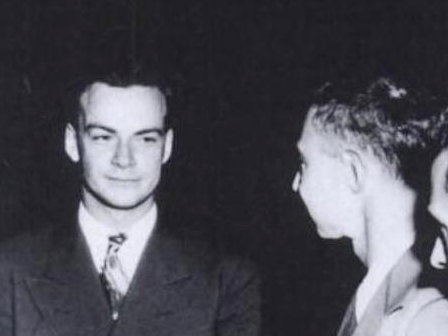
Richard Feynman a Robert Oppenheimer (asi 1943)
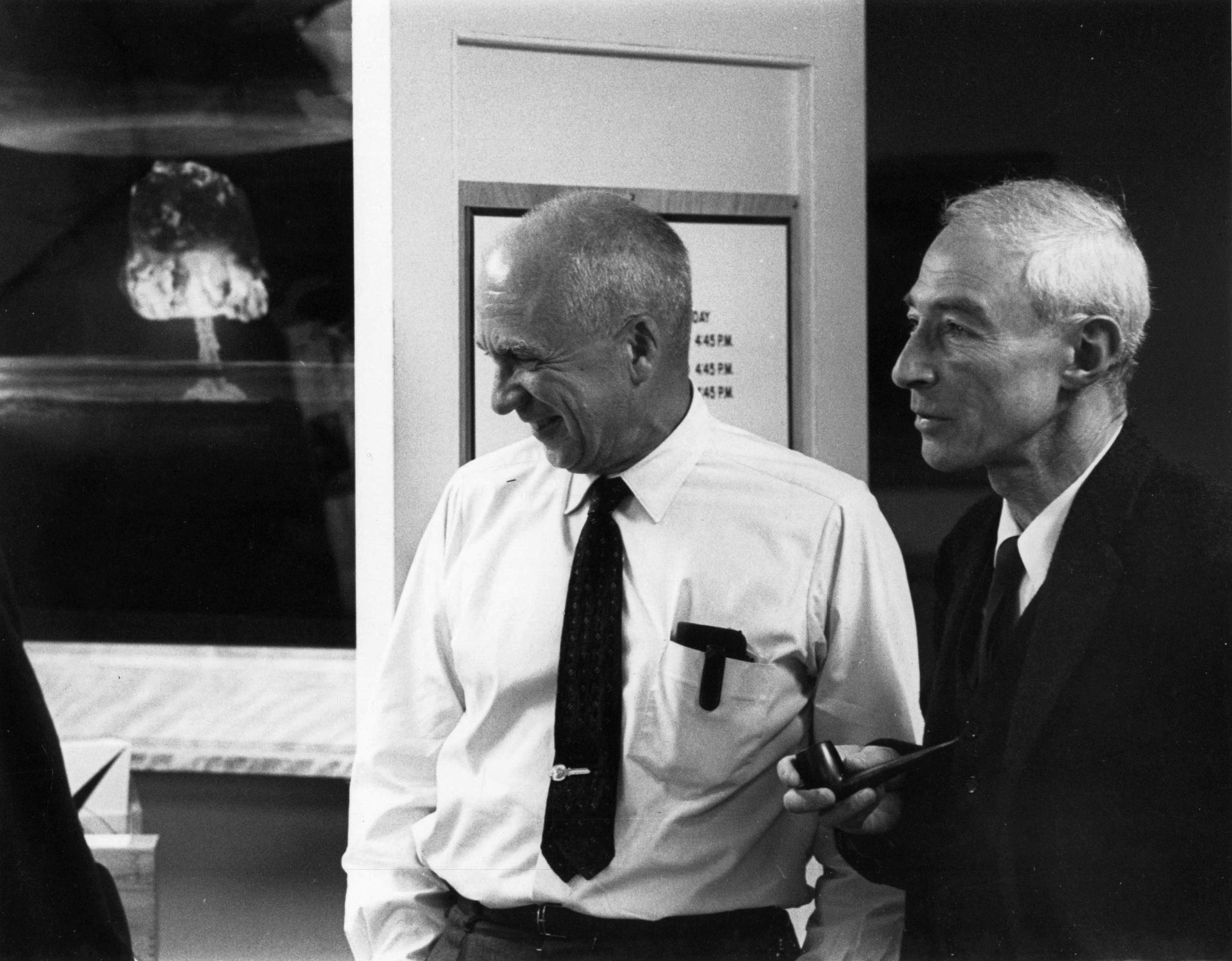
Norris Bradbury a Robert Oppenheimer (1964)

### Po druhé světové válce
- George Irving Bell, fyzik a biolog/biofyzik (matematické modely v biofyzice a imunologi). V letech 1974 až 1990 vedl „Theoretical Biology and Biophysics group“  v Los Alamos).[47] Byl také vášnivým a významným horolezcem, řada expedic a mimo jiné prvovýstup na Mašerbrum v roce 1960 (sedmá nejvyšší hora v Karákóram a 22. nejvyšší hora světa).[48]
- Irene Beyerleinová, materiálová vědkyně, narozená v Los Alamos, pracovala zejména v Národní laboratoři v Los Alamos (kde se podílela na řízení „Energy Frontiers Research Center“) a University of California, Santa Barbara: UCSB).[49][50] Dlouholetá editorka recenzovaného časopisu  Scripta Materialia.[51]
- Sterling Foster Black, právník a politik. Jako právník pracoval pro United States Atomic Energy Commission v Los Alamos, v letech 1960–1968 byl za Demokratickou stranu členem senátu státu Nové Mexiko.
- Judy Blumeová, autorka mnoha knih pro děti i dospělé. Žila v Los Alamos v letech 1975–1978, kdy zde napsala oceňovaný román Tiger Eyes (Tygří oči), který se v Los Alamos také odehrává (vydáno 1981, zfilmováno 2012).
- Clayborne Carson, profesor historie na Stanfordově univerzitě a ředitel Martin Luther King Research and Education Institute, vyrůstal v Los Alamos.
- Susann Cokalová, oceňovaná spisovatelka, studovala v Los Alamos střední školu.
- Stirling Colgate, významný nukleární fyzik a astrofyzik (zejména fyzika plazmatu), pracoval v Los Alamos National Labory a v dalších laboratořích a na prestižních univerzitách. V mladí byl také jedním ze studentů posledního maturitního ročníku Los Alamos Ranch School (leden 1943), těsně předtím než objekty převzala armáda a začala zde budovat základy budoucího města Los Alamos.[52][53]
- Michael Creutz, teoretický fyzik (hlavně částicová fyzika a matematická fyzika), pracoval zejména v Brookhaven National Laboratory, narozen v Los Alamos. Jeho otec Edward Creutz byl také fyzik a pracoval na projektu Manhattan právě v době, kdy se Michael narodil.
- James Glimm, americký matematik a fyzik, dlouholetý bývalý prezident American Mathematical Society,  nositel Národní medaile za vědu, vědecký pracovník Národní laboratoře v Los Alamos a Brookhaven National Laboratory, profesor na několika prestižních univerzitách.
- Kolinda Grabarová Kitarovičová, první prezidentka Chorvatska (2015–2020); v roce 1986 absolvovala střední školu v Los Alamosu.
- Brooke Greenová, členka Sněmovny reprezentantů státu Idaho.
- Michelle Lujan Grishamová, právnička a politička, současná guvernérka státu Nového Mexiko (od roku 2019) a bývalá kongresmanka USA, narozena v Los Alamos.
- Ed Grothus, strojník a technik v Los Alamos National Laboratory (50. a 60. léta), později mírový a protijaderný aktivista a majitel obchodní společnosti v Los Alamos.
- Kevin R. Johnson, bývalý výkonný ředitel společnosti Starbucks Coffee Company; v roce 1978 absolvoval střední školu v Los Alamosu.

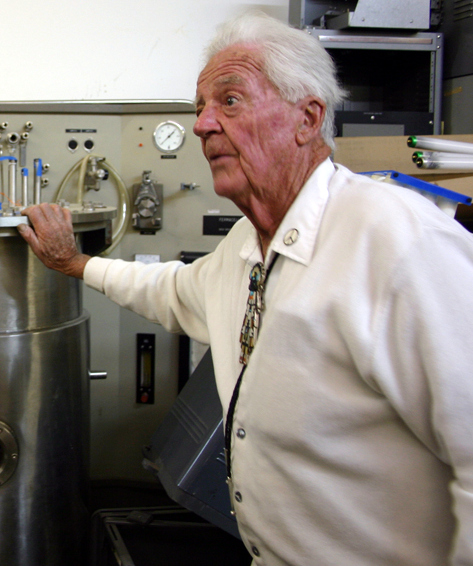
Ed Grothus: technik v Los Alamos v 50. a 60. letech
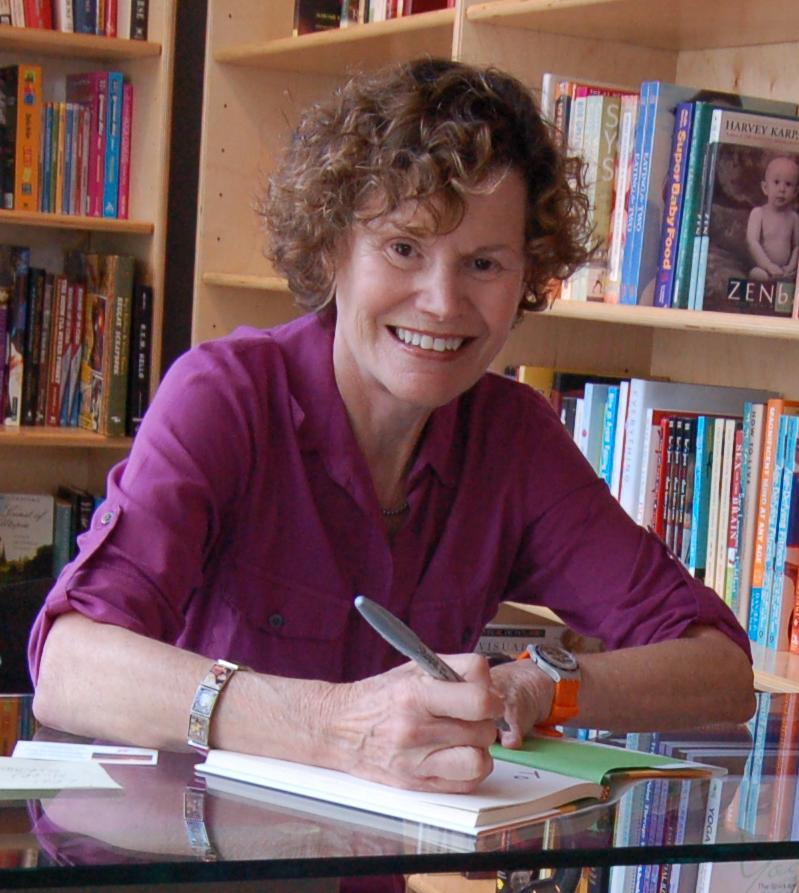
Judy Blumeová podepisuje svou knihu (2009)
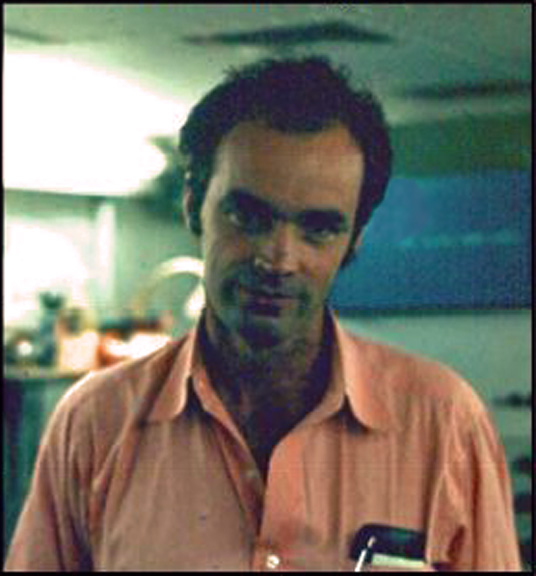
Nukleární fyzik Stirling Colgate v roce 1973
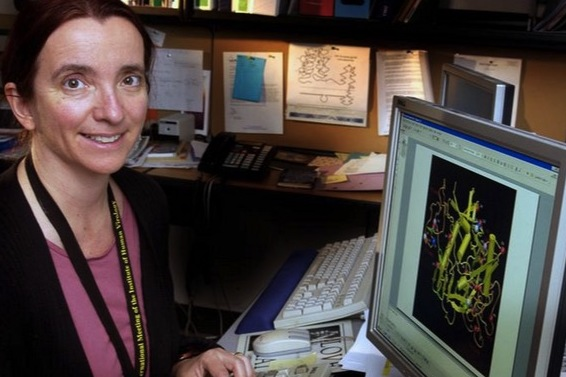
Bette Korberová v LANL (2017)

## Partnerská města
- Sarov, Rusko, 1993